# Náray Zsolt
Náray Zsolt (Mohács, 1927. augusztus 20. – Budapest, 1995. február 13.) Kossuth-díjas magyar villamosmérnök, gépészmérnök, fizikus, egyetemi tanár. A fizikai tudományok kandidátusa (1964), a fizikai tudományok doktora (1970).

## Életpályája
1945-ben érettségizett a budapesti Piarista Gimnáziumban. 1949-ben gépészmérnökként diplomázott a Budapesti Műszaki és Gazdaságtudományi Egyetem Gépészmérnöki Karán. 1949–1952 között a BME Fizikai Intézetének tanársegéde volt. 1952-től a Központi Fizikai  Kutatóintézet (KFKI) tudományos munkatársa, 1959-től a KFKI Fizikai Optikai Kutatólaboratóriumának, valamint az Elektronikus Főosztálynak vezetője, 1963–1969 között a KFKI igazgató-helyettese volt. 1958–1959 között a francia Center National de la Recherche Scientifique ösztöndíjasaként kutatott és a zürichi egyetem fizikai intézetében tanársegédeként dolgozott. 1967-ben a Budapesti Műszaki és Gazdaságtudományi Egyetem címzetes egyetemi docense, 1972-ben címzetes egyetemi tanára lett. 1968-tól a szocialista országok által a KGST keretében létrehozott Egységes Számítógép Rendszer (ESZR) magyarországi főkonstruktőre volt . 1969-ben megalapította a Számítástechnikai Koordinációs Intézetet, melynek 1992-es nyugdíjba vonulásáig igazgatója volt.
Sírja az Óbudai temetőben található (III. körönd-1-1/2).

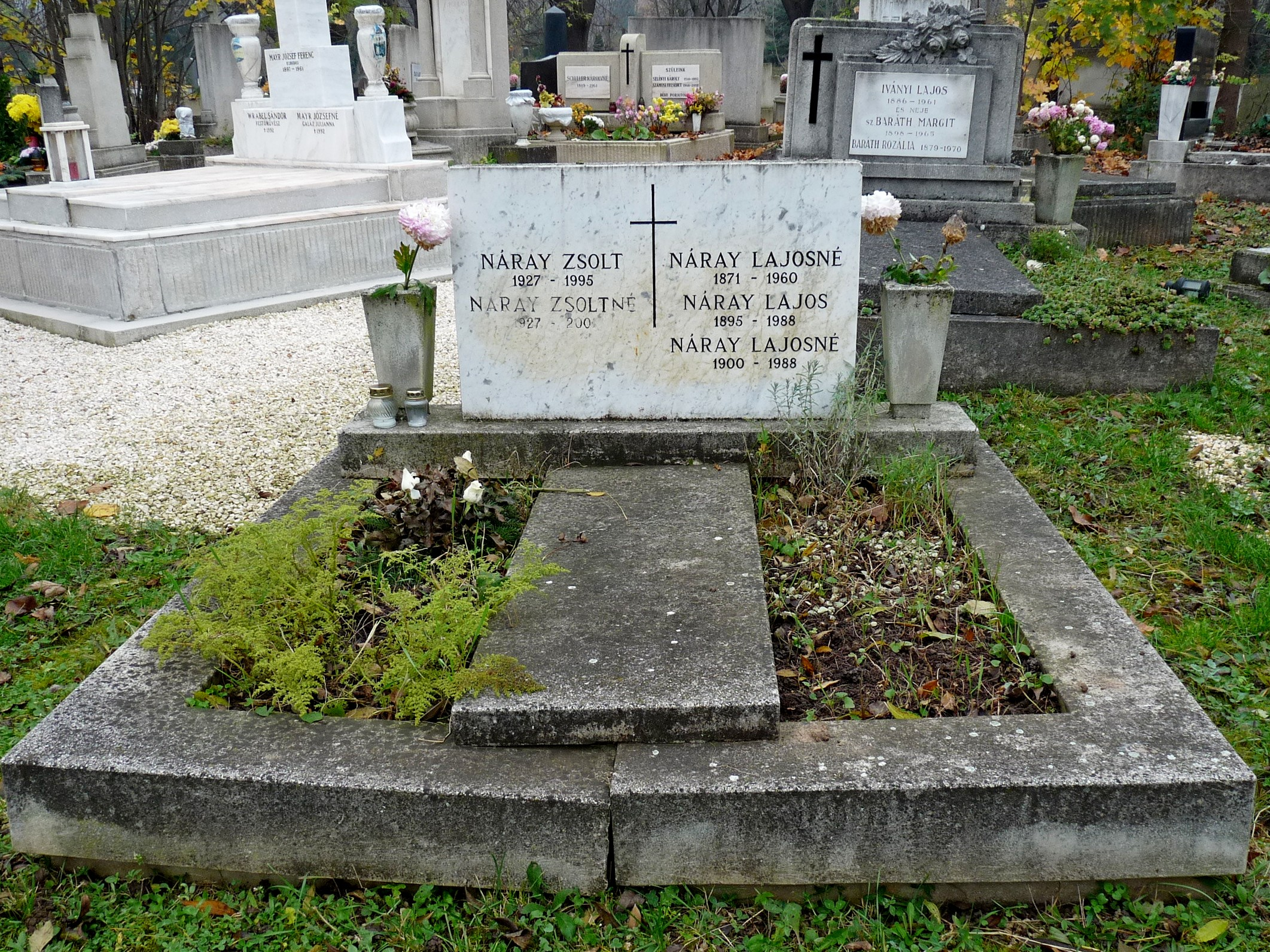
Náray Zsolt (1927–1995) magyar villamosmérnök, fizikus sírja az Óbudai temetőben (III. körönd-1-1/2).

## Művei
- A katódérzékenység meghatározása fotomultipliernél (KFKI közlemények, 1954)
- Fényérzékeny elektronsokszorozók megszólalási valószínűségének a mérése. Tóth M-mel (M.Fiz.F. 1957)
- On the Mechasnism of the Production of Dark Current Pulses in Photomultipliers (Varga Péterrel, British Journal of Applied Phisics, 1957)
- The Interference Phenomena at Very Low Intensities of Light (Jánossy Lajossal, Acta Physica 1958)
- A fény kettős természetére vonatkozó vizsgálatok (Jánossy Lajossal, Fizikai Szemle 1958)
- Az interferenciajelenség intenzitásfüggetlenségéről (Budapest, 1963)
- Rubinlaser nagy fényteljesítmények előállítására (Farkas Győzővel és Varga Péterrel, KFKI közlemények, 1966)
- Laserek és alkalmazásaik (Budapest, 1967. németül, Bp-Leipzig, 1968)
- Methodes of Data Aquisition and Reduction in Nuclear Physics and Engineering. L.A. Matalin és S.I. Chuberov (Budapest, 1968., oroszul Moszkva, 1968.)
- A szervezeten belül gerjesztett ultraibolya sugárzás biológiai hatásai (Orvostudomány, 1968)
- Discrimination of Laser Induced Nonlinear Photoeffect from Thermionic Emission by Time Response Measurement (Farkas Győzővel, Kertész Ivánnal, Physics Letters 1968)
- Nagyintenzitású fénynyaláb által nemesfémekből kiváltott elektronemisszió tulajdonságainak kísérleti vizsgálata (Budapest, 1969)
- Laser und ihre Anwendungen. Eine Einführung. (Akadémiai Kiadó, Budapest 1976)

## Díjai
- Bródy Imre-díj (1955)
- Kossuth-díj (1963)
- Akadémiai Díj (1965)
- A Magyar Népköztársaság Állami Díja (1983)